# Ron Cook
Pour les articles homonymes, voir Cook.
Ron Cook est un acteur britannique né en 1948 à South Shields en Angleterre.

## Filmographie

### Cinéma
- 1976 : Secrets of a Superstud : le gars du télégramme
- 1984 : Scandalous : le troisième conducteur de taxi
- 1989 : Le Cuisinier, le voleur, sa femme et son amant : Mews
- 1991 : Turbulence : Harry
- 1996 : Secrets et Mensonges : Stuart
- 1999 : Topsy-Turvy : Richard d'Oyly Carte
- 2000 : Quills, la plume et le sang : Napoléon
- 2000 : 102 Dalmatiens : M. Button
- 2000 : Le Chocolat : Alphonse Marceau
- 2001 : Lucky Break : M. Perry
- 2001 : Charlotte Gray : Mirabel
- 2002 : 24 Hour Party People : Derek Ryder
- 2004 : Thunderbirds : Parker
- 2004 : Le Marchand de Venise : le vieux Gobbo
- 2005 : Une belle journée : Norman
- 2006 : Coups d'État : Doc
- 2006 : Confetti : le père de Sam
- 2007 : Hot Fuzz : George Merchant
- 2011 : National Theatre Live : le fou
- 2012 : Bert and Dickie : Albert
- 2021 : The King's Man : Première mission (The King's Man) de Matthew Vaughn : François-Ferdinand d'Autriche
- 2022 : Empire of Light de Sam Mendes : Mr. Cooper
- 2023 The Critic d'Anand Tucker

### Télévision
| - 1975 : Ballet Shoes : Frank (1 épisode) - 1978 : Will Shakespeare : Jack Rice (6 épisodes) - 1982 : Les Joyeuses Commères de Windsor : Peter Simple - 1983 : La Vipère noire : Sean (1 épisode) - 1985 : Girls on Top : Ian (1 épisode) - 1986 : The Singing Detective : le premier homme mystérieux (6 épisodes) - 1988 : Bergerac : Reggie Betts (1 épisode) - 1988 : Les Girls : Gerry Orlando (1 épisode) - 1990-1994 : The Bill : Thomas Ellis et Peter Angell (2 épisodes) - 1992 : Maigret : Pernelle (1 épisode) - 1995 : La Légende d'Hawkeye : Black Eagle (1 épisode) - 1997 : L'Odyssée : Eurybates (2 épisodes) - 1997 : The History of Tom Jones, a Foundling : Benjamin Partridge (5 épisodes) - 2002 : Fields of Gold : Dave MacArdle - 2002 : Le Chien des Baskerville : Barrymore - 2003 : The Other Boleyn Girl : Thomas Cromwell | - 2003 : Les Sept Merveilles du Monde Industriel : Isambard Kingdom Brunel (1 épisode) - 2004 : He Knew He Was Right : M. Bozzle (4 épisodes) - 2005 : Funland : Hitman (7 épisodes) - 2006 : Doctor Who : Magpie (1 épisode) - 2008 : Meurtres en sommeil : Dr Milan Vaspovic (2 épisodes) - 2008 : Affaires non classées : Rabbi Marowski (2 épisodes) - 2008 : La Petite Dorrit : Chivery (9 épisodes) - 2009 : Le Journal d'Anne Frank : Hermann Van Daan (5 épisodes) - 2009 : The Red Riding Trilogy : Clement Smith - 2009 : Personal Affairs : Bernie Lerner (4 épisodes) - 2011 : Inspecteur Barnaby : Bernard Flack (1 épisode) - 2012 : Le Mystère d'Edwin Drood : Durdles (2 épisodes) - 2012 : Les Enquêtes de Vera : Brian Gower (1 épisode) - 2013-2016 : Mr Selfridge : M. Crabb (40 épisodes) - 2018 : The City and the City : Commissaire Gadlem - 2019 : Chernobyl : Gynécologue (2 épisodes) - 2019 : The Witcher : Borch Trois-Choucas |